# Pete George
Pete George (n. 29 iunie 1929, Akron, Ohio, SUA – d. 28 iulie 2021) a fost un halterofil ce a reprezentat Statele Unite ale Americii, medaliat olimpic. A participat la 3 ediții ale Jocurilor Olimpice (1948, 1952, 1956) în care a câștigat o medalie de argint.